# 冯晖 (演员)
冯晖（1969年10月15日—），男，汉族，陕西西安人，中国大陆演员。毕业于解放军艺术学院表演系。代表作有电视剧《瑯琊榜》《北平无战事》、《战长沙》、《欢乐颂》、《温州两家人》、《知否知否》、《大江大河》、《山海情》、《獨孤皇后》等。